# Léontine Lippmann
Léontine Lippmann, anomenada Madame Arman de Caillavet pel seu casament (París, 14 de juny de 1844 - íd., 12 de gener de 1910), fou una salonnière francesa.
Va ser l'amant i la musa d'Anatole France. El seu saló literari parisenc estava molt en voga durant la Tercera República Francesa. Fou un dels models per al personatge de Madame Verdurin, de la novel·la A la recerca del temps perdut, de Proust, el qual fou introduït al seu saló l'any 1889.

## Biografia
Nascuda en una família de confessió jueva, filla de banquer, Léontine Lippmann es casà l'any 1868, a la capella del palau de les Teuleries, en presència de Napoleó III i de l'emperadriu, amb Albert Arman de Caillavet, fill de Lucien Arman, un armador de Bordeus, diputat de Liborna, pròxim a la parella imperial. El germà de Mme Arman de Caillavet, Maurice Lippmann, es casà l'any 1880 amb Colette Dumas, filla d'Alexandre Dumas fill.

## El saló
Mme de Caillavet va obrir el seu propi saló al seu hotel particular situat al número 12 de l'avinguda Hoche a prop de la plaça de l'Étoile.

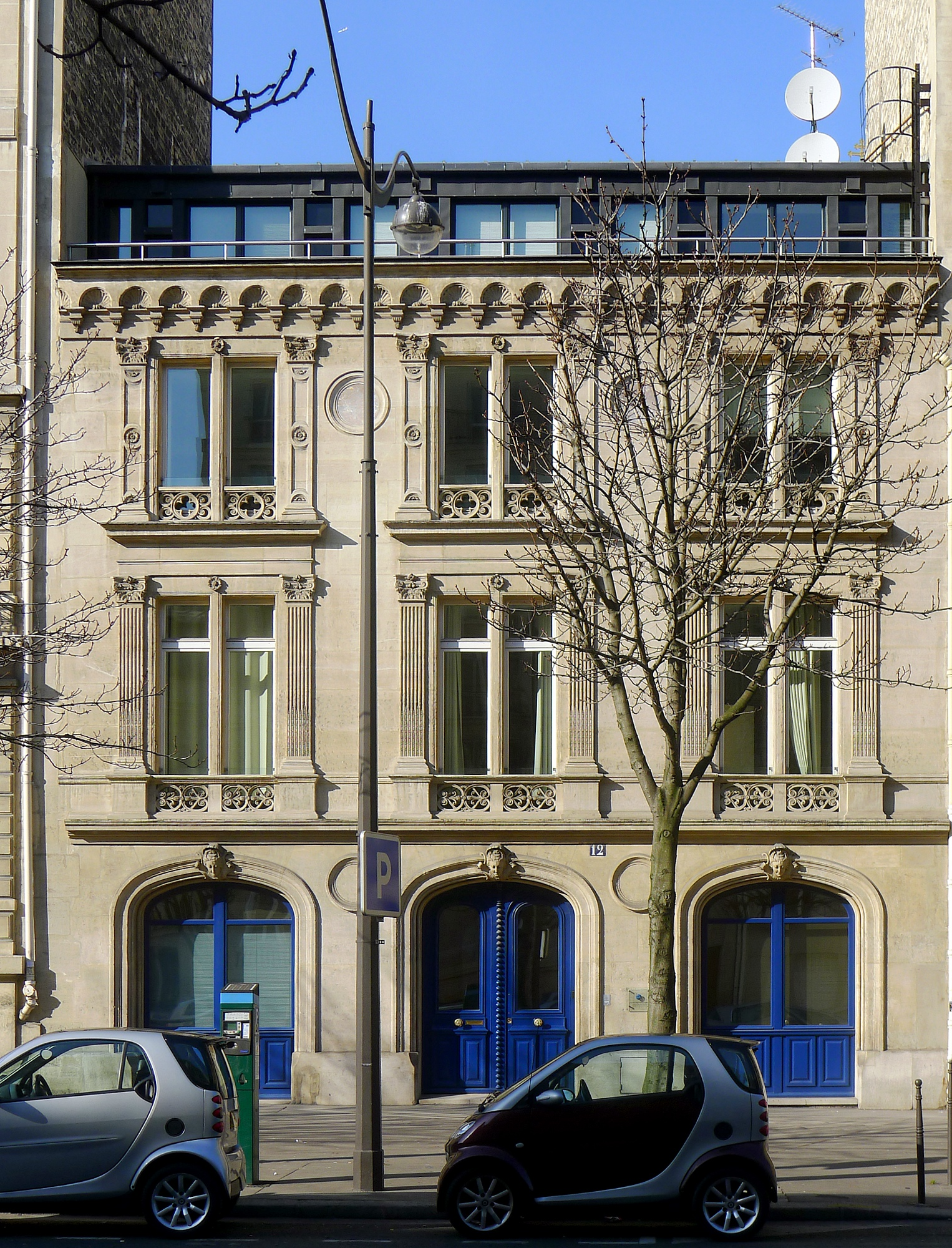
L'Avenue Hoche, n°12, a París

Asseguda en una poltrona a la dreta de la llar de foc, davant de la qual s'hi asseia Anatole France, els diumenges rebia l'elit intel·lectual, mundana i política. Com la Madame Verdurinde la novel·la, només tenia por dels avorrits. Hom hi podia trobar escriptors, diputats, advocats i actors; si bé no hi havia gairebé membres de l'aristocràcia, perquè madame de Caillavet desitja sobretot un saló literari i polític, d'on sols en fossin exclosos els músics, perquè ni a ella ni a France no els agradava la música. Hi assistien, per tant, el comte Joseph Primoli, Jean-Élie, duc de Decazes; el príncep i la princesa Bibesco, el baró i la baronessa de Rothschild, Robert de Montesquiou, Anna de Noailles, Louis Barthou, Marie i Pierre Curie, Marcel Proust, Leconte de Lisle, Gabriel Hanotaux, Paul Bourget, Marcel Prévost, Pierre Loti, Maurice Barrès, Marcelle Tinayre, Sarah Bernhardt, l'actriu Réjane, Fernand Gregh, l'abat Mugnier, l'actor Lucien Guitry i el seu fill Sacha Guitry, l'escultor Antoine Bourdelle, el pintor Munkaczy, Hugo Ogetti, el comandant Henri Rivière, Georg Brandes, el crític i dramaturg Jules Lemaître, Gugliemo Ferrero, l'abat astrònom Théophile Moreux, Colette i el seu primer marit Henry Gauthier-Villars anomenat Willy, Marcel Schwob, Robert de Flers, Paul de Grunebaum, Charles Rappoport, François Crucy, Michel Corday, Joseph Reinach, Tristany Bernard, la ballarina Loïe Fuller, Georges Clemenceau, el professor Samuel Pozzi, el doctor Paul-Louis Couchoud, Aristide Briand, Léon Blum, Jean Jaurès, Léopold Kaher, Pere Mil, Charles Maurras i Raymond Poincaré.
Els dimecres, Mme de Caillavet oferia sopars per a la conversa, seguint el model d'aquells de Mme Aubernon, on hom hi trobava Alexandre Dumas fill, l'hel·lenista Brochard, el professor Pozzi, Leconte de Lisle, José María de Heredia, Ernest Renan i, és clar, Anatole France.

## Vida privada
A partir de 1888 van seguir anys d'una relació apassionada amb Anatole France. Léontine de Caillavet va inspirar les seves novel·les Thaïs (1890) i Le Lys rouge (1894).